# Diljá
Diljá Pétursdóttir (ur. 15 grudnia 2001 w Kópavogurze) – islandzka piosenkarka. Reprezentantka Islandii w 67. Konkursie Piosenki Eurowizji (2023).

## Życiorys
W 2015 wzięła udział w programie Ísland Got Talent. W 2020 roku przeniosła się do Kopenhagi, gdzie dzieliła czas między studia fizjoterapii a lekcje śpiewu.
W marcu 2023 roku zwyciężyła z utworem „Power” (isl. „Lifandi inni í mér”) w finale programu Söngvakeppnin, dzięki czemu została reprezentantką Islandii w Konkursie Piosenki Eurowizji 2023 w Liverpoolu. 11 maja 2023 wystąpiła w drugim półfinale Eurowizji 2023, jednak nie zakwalifikowała się do finału.

## Dyskografia

### Single
| Rok  | Tytuł                | Album |
| ---- | -------------------- | ----- |
| 2023 | „Lifandi inni í mér” | –     |
| 2023 | „Power”              | –     |
| 2023 | „Crazy”              | –     |